# Artist
 Der er for få eller ingen kildehenvisninger i denne artikel, hvilket er et problem. Du kan hjælpe ved at angive troværdige kilder til de påstande, som fremføres i artiklen.

En artist er en person, der optræder med sit indøvede nummer eller show i en varieté, en cirkusforestilling eller lignende. Begrebet benyttes  generelt om udøvende kunstnere. En artist kan således være  trapezkunstner, akrobat,  tryllekunstner,  bugtaler,  jonglør,  dyretæmmer,  hurtigtegner,  "tankelæser",  "drag queen",  manegeklovn etc., men også  musiker eller sanger, dvs. det som på dansk benævnes en kunstner. 
Musikere kaldes artister, når de udøver kunst eller optræder, i modsætning til komponister. Den ophavsretlige beskyttelse af artister afviger fra den, som beskytter komponisters.

## Forskel på gøgler og artist
Gøglere kalder sig uden videre for artister. Men går man til artisterne, oplever man en klar afstandtagen til gøglerne. Artisterne føler en markant forskel. I middelalderen arbejdede gøglerne og de, der senere kaldes for artister, sammen. Men da store cirkus opstod for 200 år siden, skilte nogle sig ud, antog et nyt og finere navn, og deres arbejdsplads blev cirkus og variete, mens gøglerne blev tilbage på markedspladserne. Gøglerne laver det, vi alle sammen kan lave med en god portion ihærdighed og udstråling, hvorimod artistens udfoldelse er forbeholdt de få med et usædvanligt talent og års intens træning bag. Opdeling er dog svær at fastholde, for er en jonglør med to eller tre køller en gøgler, mens han med fire er artist?
Gøgleren er uhøjtidelig, underfundig og måske en smule rebelsk (oprørsk). Artistens holdning er helt anderledes. Artisten viser den suveræne, sublime præstation med en selvfølelse og selvsikkerhed, der læner sig op ad selvhøjtidelighed. Artisten er altid æstetisk og urban i sine virkemidler. Endnu en adskillelse er, at at artisten arbejder på kontrakt, altså i et ansættelsesforhold, mens gøgleren derimod lader hatten gå rundt.